# Associazione Calcio Salernitana Femminile
L'Associazione Calcio Salernitana Femminile, meglio nota come Salernitana o Salernitana Montelladomus, è stata una società di calcio femminile italiana con sede nella città di Salerno, attiva dal 1982 al 2010. Il suo colore sociale era il granata e disputava le gare interne allo stadio Donato Vestuti. Nel corso della sua storia ha partecipato a 20 campionati di Serie B, dei quali 13 validi come seconda serie del campionato italiano femminile di calcio.

## Storia
Nel 1982, cinque anni dopo la fine della storia della U.S.F. Salernitana, Aida Rienzi, portiere della U.S.F. Salernitana anche nell'anno della Serie A, fondò una nuova società, la Associazione Calcio Femminile Salernitana. Nel 1984 la squadra venne ammessa al campionato di Serie B, classificandosi all'ottavo posto nel girone C. Disputò altre due stagioni in Serie B finché nel 1986 rinunciò all'iscrizione al campionato 1986-1987 per partecipare al campionato di Serie C regionale.
Dopo una sola stagione tornò in Serie B per partecipare alla stagione 1987-1988 con il cambio di denominazione in Associazione Calcio Femminile Salernitana Montella Domus, e classificandosi al terzo posto finale nel girone C. Nella stagione 1988-1989 la Salernitana si classificò al penultimo posto del girone C, perse lo spareggio retrocessione contro la Fiamma Roma per 4-2 dopo i tiri di rigore, ma venne successivamente riammessa al completamento dei quadri della stagione successiva. Restò in Serie B fino alla stagione 1990-1991, stagione in cui ritornò alla vecchia denominazione Associazione Calcio Femminile Salernitana, per poi rinunciare all'iscrizione ed iscriversi in Serie C nella stagione 1991-1992.
Nella stagione 1992-1993 partecipò nuovamente al campionato di Serie B, e nella stagione successiva cambiò nuovamente denominazione in Associazione Calcio Femminile Salernitana Montelladomus. Nella stagione 1994-1995 venne nuovamente retrocessa in Serie C, dopo aver concluso il campionato al terzultimo posto nel proprio girone. Dopo quattro stagioni trascorse nel girone campano di Serie C tornò in Serie B nel 1999 e al termine della stagione 1999-2000 si piazzò al sesto posto nel girone C.
Partecipò al campionato di Serie B per dieci stagioni consecutive, cambiando denominazione nel 2002 in Associazione Calcio Salernitana Femminile. Nella stagione 2000-2001 concluse al quinto posto il girone D a due soli punti di distanza dal CUS Cosenza, quarto classificato, sfiorando per poco l'accesso alla fase finale valida per la promozione in Serie A. Due stagioni dopo la Serie B divenne il terzo livello del campionato italiano femminile di calcio dopo l'istituzione della Serie A2. Seguirono stagioni concluse con buoni piazzamenti, finché al termine del campionato di Serie B 2008-2009 la Salernitana rinunciò all'iscrizione al campionato di competenza per motivi economici, preferendo concorrere al torneo regionale di Serie C. Nonostante l'anno dopo avesse concluso il girone campano di Serie C al primo posto, a causa di gravi problemi finanziari, nella stagione seguente la squadra non si iscrisse ad alcun campionato, cessando la propria attività.

## Cronistoria

### Denominazioni societarie
- 1982-1987: A.C.F. Salernitana
- 1987-1990: A.C.F. Salernitana Montella Domus
- 1990-1993: A.C.F. Salernitana
- 1993-2001: A.C.F. Salernitana MontellaDomus
- 2001-2009: A.C. Salernitana Femminile

## Allenatori e presidenti
| Allenatori - 1982-2001 ? - 2001-2003 Gigi Caliulo - 2003-2008 ? - 2008-2009 Ciro Rienzi | Presidenti - 1982-2008 Aida Rienzi - 2008-2010 Domenico Nappa |

## Statistiche e record

### Partecipazioni ai campionati
| Livello | Categoria | Partecipazioni | Debutto   | Ultima stagione | Totale |
| 2º      | Serie B   | 13             | 1984      | 2001-2002       | 20     |
| 3º      | Serie B   | 7              | 2002-2003 | 2008-2009       | 20     |